# Lebeckia ambigua
Lebeckia ambigua är en ärtväxtart som beskrevs av Ernst Meyer. Lebeckia ambigua ingår i släktet Lebeckia och familjen ärtväxter. Inga underarter finns listade i Catalogue of Life.